# Luis Danús Covián
Luis Francisco Danús Covián (Santiago, 1929-10 de septiembre de 2013) fue un contador, militar del Ejército de Chile y político chileno, militante de la Unión Demócrata Independiente (UDI). Durante la dictadura militar del general Augusto Pinochet, fue miembro del Comité Asesor Presidencial en la década de 1970, donde, según su opinión, "actuó como barrera de contención donde topaban los proyectos ultra-liberales del equipo civil".
Asimismo, bajo dicho régimen se desempeñó en numerosos cargos, entre ellos, ministro vicepresidente ejecutivo de la Corporación de Fomento a la Producción (Corfo, 1975-1979), subsecretario de Relaciones Exteriores (1980-1981), ministro-director de la Oficina de Planificación Nacional (Odeplan, 1981-1982) y ministro de Economía, Fomento y Reconstrucción (1983). En este último, le correspondió el 14 de junio de ese año —en una sorpresiva aparición por televisión—, anunciar el fin del dólar a $ 39 pesos, el cual se revaluó a $ 46. Por último, fue intendente de la Región de Magallanes y la Antártica Chilena, desde el 18 de diciembre de 1984 hasta el 19 de diciembre de 1986.

## Familia y estudios
Fue hijo de Francisco Danús y Rita Covian. Estuvo casado con Tamara Patricia Chirighin Chamorro, con quien tuvo cinco hijos: Alejandro (ingeniero comercial), Luis Patricio, Rita Verónica (diseñadora), Luz María y Francisco Javier.
Luego de ingresar al ejército de Chile, cursó su estudios profesionales en la Escuela de las Américas en 1959. Posteriormente, fue designado como subdirector de la Escuela Militar del Libertador Bernardo O'Higgins.

## Política
Tras el retorno a la democracia se presentó como candidato a senador en representación de la Región de Magallanes, por el periodo legislativo 1990-1994. Obtuvo 19.230 votos, equivalentes al 24.4% de los sufragios válidos totales, sin resultar electo.
Así también, luego de los procesos de los tribunales de justicia contra militares por violaciones de los derechos humanos cometidas durante la dictadura militar de Pinochet, en su calidad de miembro de la «Corporación "11 de septiembre"» —que aglutina a militares que sirvieron durante la dictadura—, calificó de “hostigamiento indebido” los procesos donde más de 240 militares debieron concurrir a los tribunales, “mientras los terroristas han sido beneficiados con indultos o conmutación de penas”. Presidió de igual manera la «Asociación Nacional del Personal en Retiro de las FF.AA. y Carabineros A.G.»
Para la elección presidencial de 2009, apoyó la candidatura del militante de Renovación Nacional, Sebastián Piñera.
Falleció en Santiago el 10 de septiembre de 2013 producto de un cáncer, a los 83 años. Los funerales se realizaron en la capital, luego de un responso en la Catedral castrense.